# Школа-Интернат № 6
Школа-Интернат № 6 — упразднённый посёлок в Алтайском крае России. Входил в состав Власихинского сельсовета городского округа город Барнаул. Исключен из учётных данных в 1986 году.

## География
Располагался на правом берегу реки Штабка (приток Барнаулки), в 0,8 км к юго-западу от посёлка Лесной. В настоящее время представляет собой улицу Санаторная посёлка Лесной.

## История
Решением Алтайского КИКа от 29 апреля 1986 года № 160 населённый пункт, исключен из учётных данных.